# Rue Lespagnol
Rue Lespagnol är en återvändsgata i Quartier du Père-Lachaise i Paris tjugonde arrondissement. Gatan är uppkallad efter den markägare, på vars mark gatan anlades. Rue Lespagnol börjar vid Rue du Repos 4.

## Omgivningar
- Saint-Jean-Bosco
- Villa de la Saulaie
- Cité Aubry
- Villa Riberolle
- Rue Henri-Ranvier

## Bilder
| - Gatuskylt. - Saint-Jean-Bosco. |

## Kommunikationer
- Tunnelbana – linje  – Philippe Auguste
- Tunnelbana – linje  – Alexandre Dumas
- Busshållplats Philippe Auguste – Paris bussnät
- Busshållplats Charonne Bagnolet – Paris bussnät

### Webbkällor
- ”Rue Lespagnol”. Mairie de Paris. https://web.archive.org/web/20150910065819/http://www.v2asp.paris.fr/commun/v2asp/v2/nomenclature_voies/Voieactu/5550.nom.htm. Läst 16 februari 2024.
- ”Rue Lespagnol (20ème arrondissement)”. Les rues de Paris. https://web.archive.org/web/20160409115415/http://www.parisrues.com/rues20/paris-20-rue-lespagnol.html. Läst 16 februari 2024.